# Hyphantria liturata
Hyphantria liturata là tên khoa học của một loài bướm đêm thuộc phân họ Arctiinae, họ Erebidae.